# Product-Lifecycle-Management

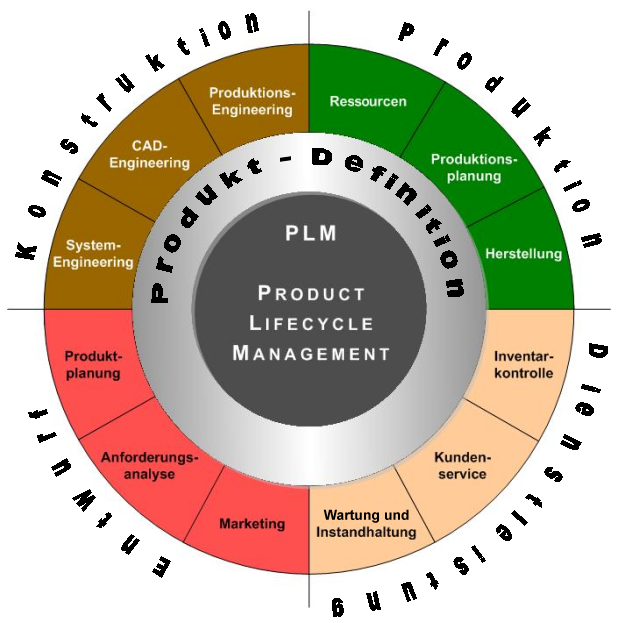
Übersicht PLM

Product-Lifecycle-Management bzw. Produktlebenszyklusmanagement (PLM) ist ein Konzept zur nahtlosen Integration sämtlicher Informationen, die im Verlauf des Lebenszyklus eines Produktes anfallen. Das Konzept beruht auf abgestimmten Methoden, Prozessen und Organisationsstrukturen und bedient sich üblicherweise IT-Systemen für die Aufzeichnung und Verwaltung der Daten. PLM entstand aus dem enger definierten Produktdatenmanagement (PDM) und entwickelte sich im frühen 21. Jahrhundert zum beherrschenden Paradigma in der Produktentwicklung. Unternehmen erhoffen sich vom PLM eine verbesserte Kontrolle über die diversen Prozesse, die in jedem Teil eines Lebenszyklus erforderlich sind, und damit auch transparente Aufwände und Erträge. Die von dem Konzept betroffenen Systeme umfassen also Konstruktion (CAD) und Berechnung (CAE) über die Produktionsplanung (Anlagen und Technologie) und PPS bis hin zu Verkaufsplanung, Verkauf, Vertriebslogistik, End-of-life-Management, einschließlich Service- und Recyclingfragen.
Daher ist PLM ein Unternehmenskonzept, das durch geeignete technische und organisatorische Maßnahmen betriebsspezifisch umgesetzt werden muss.
Die Software-Industrie hat zur Realisierung solcher Ziele Produkte entwickelt, die Unternehmen in die Lage versetzen sollen, die vielfältigen Informationsbedürfnisse zu integrieren und zu befriedigen. Diese werden als Kategorie betrieblicher Software vertrieben und bieten unterschiedlichen Funktions- und Leistungsumfang.
Die meisten sogenannten PLM-Systeme haben ihren Ursprung in der Verwaltung mechanischer Produktdaten. Allerdings hat sich mittlerweile auch auf der Seite der Anbieter von E-CAD der Begriff PLM für das Management der elektronischen und elektrotechnischen (E/E) Produktdaten etabliert. Oft bieten die größeren PLM-Lösungen heute die Möglichkeit, auch die E/E-Daten mitzuverwalten. Meist werden dann aber nur die fertig entwickelten und für die Produktion freigegebenen Daten verwaltet. Das Versions- und Prozessmanagement bleibt den E/E-Autorensystemen vorbehalten.
In den letzten Jahren hat sich die fachspezifische Ausrichtung der marktgängigen PLM-Lösungen für die anwendende Industrie zunehmend als Beschränkung erwiesen. Die enorme Zunahme des Anteils der Software an heutigen Produkten und der Zwang, multidisziplinäre Systeme in ihrer gesamten Funktion zu entwickeln, zu simulieren (digitales Prototyping), zu validieren und zu fertigen, stellt alle PLM-Anbieter vor die Herausforderung, neben dem Management der mechanischen, elektronischen und elektrotechnischen Komponenten das Management der Softwaresteuerungen und generell der eingebetteten Software zu integrieren.
Eine weitere große Herausforderung ergibt sich aus der Ausdehnung der Digitalisierung auf die gesamte Wertschöpfungskette. Die bisher übliche Trennung in die Anwendungsbereiche:
- PLM (Produktentwicklung bis zur Produktionsfreigabe)
- digitale Fabrik (Fertigungsplanung und Simulation der Produktion)
- MES (Manufacturing Execution Systems zur Steuerung und Überwachung von Fertigungsanlagen und -maschinen)
- ERP (Enterprise-Resource-Planning zur Steuerung der Produktionsaufträge und -mittel)

verhindert die effiziente Nutzung der Digitalisierung im Sinne einer höheren Produktivität. Hier sind alle Hersteller gefordert, durch die Öffnung der bislang meist monolithischen Systeme eine weitergehende Integration zu ermöglichen.
Im Handel wird schon von PLM-Software gesprochen, wenn die Anwendung Designentscheidungen und den Beschaffungsprozess unterstützt. Auch hier spielt die Verwaltung von Produkt-Stammdaten eine wichtige Rolle, aber auch von Produktfotos und anderen Mediadaten. Der mobile Einsatz, beispielsweise auf Messen oder beim Hersteller, ist von Bedeutung. Der weitere Lebenszyklus beim Händler, insbesondere die logistischen Prozesse, Qualitätssicherung, Marketing, Vertrieb und Preispflege zum Produkt werden allerdings in der Regel von anderen Anwendungen unterstützt. Der Lebenszyklus beim Händler endet durch den vollständigen Abverkauf eines nicht nachbestellten Produkts. Durch die Vielzahl von Produkten und ihre teilweise nur kurzen Lebenszyklen stellen sich die Anforderungen hier anders dar als beispielsweise bei einem Hersteller von hochwertigen Industriegütern.

## Nutzenpotentiale
Die Nutzenpotentiale sind schwer zu quantifizieren, zum einen, weil sie sich aus direkten und indirekten Effekten zusammensetzen und zum anderen, weil nur wenige Unternehmen vor der PLM-Einführung den Ist-Zustand unter Wirtschaftlichkeitsaspekten genau analysieren. Dennoch belegen einschlägige Studien eine enge Wechselwirkung zwischen PLM-Reifegrad und wirtschaftlichem Unternehmenserfolg.

## Historie
Inspiriert wurde die Entstehung des Product-Lifecycle-Managements den Angaben auf der englischsprachigen Wikipedia-Seite zufolge von der American Motors Corporation (AMC), die nach Wegen suchte, ihre Produktentwicklungszyklen zu verkürzen. In Wirklichkeit hat PLM viele Väter: Seitdem Unternehmen Computerprogramme für die Konstruktion einsetzen, haben sie die Notwendigkeit, ihre technischen Produktdaten einfacher wieder finden und wieder verwenden zu können. Das inspirierte auch in Deutschland Softwarehäuser zur Entwicklung elektronischer Verwaltungssysteme. Als Anfang der 90er Jahre in den USA der Begriff des Engineering-Data-Managements (EDM) aufkam, der ideengeschichtlich der Vorläufer des heutigen PLM-Gedankens ist, waren die ersten deutschen Anbieter von technischen Informationssystemen und graphischer Datentechnik schon wieder vom Markt verschwunden.
Der EDM-Begriff wurde, noch ehe er sich in Deutschland richtig etablieren konnte, durch den Begriff des Produktdatenmanagements (PDM) abgelöst, der deutlich machen sollte, dass es sich um ein Konzept für die Verwaltung und Bereitstellung aller das Produkt definierenden und repräsentierenden Informationen handelt. Obwohl PDM von Anfang an den Anspruch erhob, nicht nur die Datenverwaltung, sondern auch die Prozesse der Datenerzeugung und -bereitstellung zu unterstützen, wurde auch dieser Begriff bald wieder als zu eng empfunden. Nach einer Zeit des terminologischen Wettstreits fanden Software-Hersteller und Beratungsunternehmen im PLM-Begriff einen neuen gemeinsamen Nenner. Nach hiesigem Verständnis ist PLM ein Konzept und keine in sich abgeschlossene IT-Lösung.
PDM ist eine der Schlüsselkomponenten für die Umsetzung dieses Konzeptes, zu dem auch die Daten erzeugenden Anwendungen wie CAD, CAE, CAM, Virtuelle Realität (VR) etc. und die Schnittstellen zu anderen Anwendungsbereichen wie Enterprise-Resource-Planning (ERP) oder Supply-Chain-Management (SCM) gehören.

## Normen
Die Übergeordnete ISO/IEC/IEEE 24748 beschreibt die Zusammenhänge der verschiedenen Normen und legt Definitionen fest bezüglich des PLM. Die Definitionen, Aktivitäten und Prozesse sind in der internationalen Norm ISO/IEEE 24774 System- und Software-Engineering – Lebenszyklus-Management – Spezifikation zur Prozessbeschreibung beschrieben und erläutert. Die Norm kann auf der Web-Seite der ISO kostenfrei heruntergeladen werden.

„In order for users of standards to select the appropriate forms of process description and apply them in a consistent fashion, it is desirable to develop a common characterization of all of these forms of process description. This document presents requirements for the description of processes in terms of their format, content and level of prescription. The requirements of this document can be applied to any process model developed for any purpose.
Übersetzung: Damit die Anwender von Normen die geeigneten Formen der Prozessbeschreibung auswählen und einheitlich anwenden können, ist es wünschenswert, eine gemeinsame Charakterisierung all dieser Formen der Prozessbeschreibung zu entwickeln. Dieses Dokument enthält Anforderungen an die Beschreibung von Prozessen in Bezug auf ihr Format, ihren Inhalt und ihrer Beschreibungsebene. Die Anforderungen dieses Dokuments können auf jedes Prozessmodell angewendet werden, das für einen beliebigen Zweck entwickelt wurde.“

Weitere internationale Normen zum PLM sind:
- ISO/IEC/IEEE 15288 System- und Software-Engineering – System-Lebenszyklus-Prozesse
- ISO/IEC 12207 System und Software-Engineering – Prozesse im Lebenszyklus von Software
- ISO/IEC/IEEE 16326 System- und Software-Engineering - Systems and software engineering - Life cycle processes - Project management– (Leitfaden für die Anwendung von ISO/IEC 12207 beim Projektmanagement)
- ISO/IEC/IEEE 24641 System- und Software-Engineering – Methoden und Werkzeuge zur modellbasierten System- und Software-Engineering.

Die internationalen Normen werden von den Komitees der ISO, der IEC sowie der IEEE entwickelt und herausgegeben. Dies lässt sich unter anderem am vollständigen Titel der Normen ablesen. Die Titel der Normen beinhalten meist System- und Software-Engineering, was nicht heißt, dass nur Software abgebildet ist. Die Systematik des PLM bezieht sich auch auf Systeme, die im Zuge der Digitalisierung in der zugehörigen Software abgebildet werden muss.

## Phasen des PLM
Das Produktlebenszyklusmanagement gliedert sich in vier Phasen, diese sind:
1. Entwurf des zukünftigen Produktes; hier wird in einer Produktplanung eine Anforderungsanalyse erstellt. Es wird festgelegt was das zukünftige Produkt leisten soll und eine Ressourcenplanung wird durchgeführt, um den mutmaßlichen Aufwand mit dem möglichen Ertrag abzugleichen. Der Markt in welchem das Produkt in den Verkehr gebracht werden soll, sowie eine Marketingstrategie. Die Fertigungsplanung sollte den Aufwand innerhalb der Ablauforganisation, für das zukünftige Produkt, ermitteln. Beim Inverkehrbringen des neuen Produktes, gehört unter anderem auch eine Lokalisierung zur Anpassung des Produktes an lokale Märkte. Die bekannteste Lokalisierung ist die Unterscheidung von Links- und Rechtslenker-Fahrzeugen. In dem Entwurf sind die sich daraus ergebenden wesentlichen Konsequenzen für das Risikomanagement darzustellen. Ergebnisse der Entwurfsplanung fließen ins ERP ein.
2. Konstruktion des zukünftigen Produktes; die aus dem Entwurf festgelegten Anforderungen sind die Grundlage für die Konstruktion des neuen Produktes. Hierbei wird auf bekannte Konstruktionsprinzipien zurückgegriffen[10].
3. Produktion des Produktes und Inverkehrbringung; Die Produktion beinhaltet das herstellen oder beschaffen von Bauteilen. Das zusammenbauen von Bauteilen zu einer Baugruppe, falls das Produkt aus mehreren Baugruppen besteht. Abschließend kann das fertige Produkt an den Kunden verkauft und geliefert werden. Die Nutzungsphase des Produktes beginnt.
4. Dienstleistung rund um das Inverkehr gebrachte Produkt; Die möglichen Dienstleistungen für das neue Produkt umfassen Wartung, Support, Erhaltung, Stilllegung, Recycling und Entsorgung. Ein neuer Lebenszyklus der Produktes kann beginnen. Der Service-Lifecycle inklusive des zugeordneten Managementprozesses, das Service-Lifecycle-Management.

## PLM-Markt
Über das Volumen des deutschen PLM-Marktes liegen kaum verlässliche Zahlen vor. Soweit überhaupt Angaben veröffentlicht werden, basieren sie im Wesentlichen auf Selbstauskünften der Hersteller oder Schätzungen von Analysten. Den Zahlen der amerikanischen Marktforschungsfirma CIMdata zufolge erreichte der weltweite PLM-Markt im Jahr 2010 ein Volumen von 25,8 Milliarden US-Dollar oder umgerechnet 18,3 Milliarden Euro. In diesen Zahlen sind sowohl die CAD-, CAM-, CAE-, ECAD-, EDA- (Electronic Design Automation) und AEC-Umsätze (Architecture, Engineering, Construction), als auch die Umsätze mit Digital-Manufacturing-Lösungen enthalten. Betrachtet man nur das Marktsegment cPDm (collaborative Product Definition management), das im Wesentlichen die Umsätze mit Software und Dienstleistungen für das Produktdaten- und Prozessmanagement umfasst, ergibt sich ein Marktvolumen von 8,73 Milliarden US-Dollar (6,2 Milliarden Euro). Davon entfielen 1,37 Milliarden US-Dollar oder umgerechnet 970 Millionen Euro auf Zentraleuropa, das heißt im Wesentlichen die DACH-Region. Der durchschnittliche Software-Anteil im cPDM-Geschäft liegt bei knapp 40 Prozent, was bezogen auf Zentraleuropa 385 Millionen Euro entspräche. Aktuellere Zahlen liegen derzeit nicht vor.